# Unión Internacional de Radiodifusión
La Unión Internacional de Radiodifusión (Nombre oficial en francés: Union Internationale de Radiophonie, UIR) fue una alianza de radiodifusores europeos, establecida en 1925. Con sede en la ciudad suiza de Ginebra y sede técnica en la ciudad belga de Bruselas, la UIR tenía como objetivo resolver problemas internacionales relacionados con la radiodifusión.
En 1940, el equipo de la UIR fue evacuado de Bruselas a Suiza, pero en 1941 fue devuelto a Bruselas por solicitud alemana, y más tarde fue utilizado por la Wehrmacht para vigilar la actividad de radio de las fuerzas aliadas. A consecuencia de esto, 13 países miembros dejaron de cooperar con la UIR después de que quedara bajo control alemán.
Después del final de la Segunda Guerra Mundial, la UIR fue desacreditada como "amiga de Alemania" a los ojos de muchos antiguos Estados miembros. En marzo de 1946, la Unión Soviética exigió la disolución de la UIR y el establecimiento de una nueva organización internacional de radiodifusión, en la que todos los Estados satélites de la URSS estarían representados con derecho a voto. 26 miembros de la UIR fundaron la Organización Internacional de Radiodifusión (conocida comúnmente como OIR) el 28 de junio de 1946.
La disputa se intensificó cuando la Conferencia Mundial de Radiocomunicaciones de la Unión Internacional de Telecomunicaciones (UIT) se celebró en 1947 en Atlantic City. Ambas organizaciones, la OIR y la UIR, exigieron participar en esta reunión como "expertos técnicos". A ambas organizaciones se les negó este estatus, siendo admitidas en su lugar como observadores sin derecho a voto. La conferencia europea de radiocomunicaciones en Copenhague en 1948 tuvo resultados similares. Esta situación no satisfizo a ninguna de las partes.
La BBC no estaba deseosa de unirse a una nueva asociación que probablemente sería dominada por la Unión Soviética. Además, la URSS reclutó a algunas de sus repúblicas miembros como estados independientes, dando a la URSS ocho votos en la nueva organización. Francia tenía la intención de hacer lo mismo para sus colonias de África del Norte, lo que le daría cuatro votos. Gran Bretaña sólo tendría una.
En 1949, Francia, Países Bajos, Italia y Bélgica declararon su intención de abandonar la OIR. Muchos países de Europa Occidental decidieron formar una organización completamente nueva a pesar de la desconfianza de Gran Bretaña (en opinión de algunos, la BBC quería dominar a la nueva organización).
La UIR fue oficialmente disuelta en 1950, y sus activos restantes fueron transferidos a la recién establecida Unión Europea de Radiodifusión (EBU/UER). El 1° de enero de 1993, la OIR (renombrada como OIRT) se fusionó con la EBU/UER. 